# Klemens Kurowski

Herb Kur – rycerskiego rodu Kurów – pierwotny herb Klemensa Kurowskiego

Herb Szreniawa – przyjęty przez Klemensa Kurowskiego w 1396

Klemens Kurowski z Drożojewic i Kurowa – polski szlachcic i senator, tytułowany hrabią, przez Bartosza Paprockiego w Herby Rycerstwa Polskiego.
Urodzony ok. 1340 w Drożejowicach, zmarł ok. 1405. 

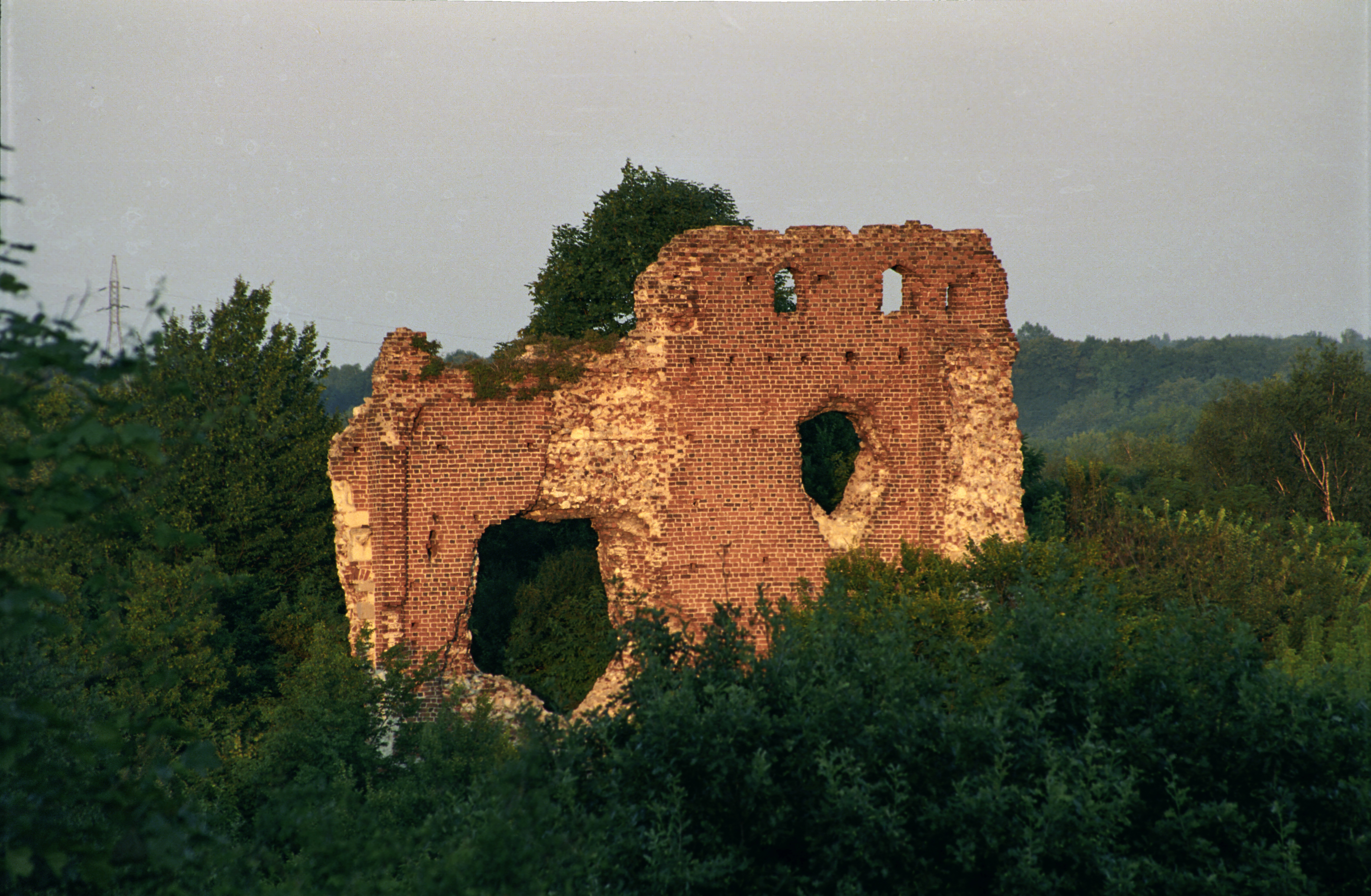
Fragmenty zachowanych murów zamku Klemensa Kurowskiego w Bochotnicy.

W 1370 wszedł drogą przyjęcia spadku po Siestrzemile w posiadanie Kurowa w dawnym powiecie szczyrzyckim pod Wiśniczem, która to wieś stanowiła od tego czasu główną jego siedzibę. Sprawował on w latach 1396–1405 godność kasztelana żarnowskiego. Starosta Konina w latach 1398–1400. Był ponadto senatorem. Stanowisko senatora przypisane było do sprawowanego urzędu kasztelana, które dzierżył do końca swojego życia.
Klemens Kurowski należał do najbardziej zaufanych rycerzy z otoczenia Jana Kmity starosty krakowskiego i ruskiego.
Jako pierwszy ze swojej rodziny, zaczyna pieczętować się herbem Szreniawa. Zgodnie z często praktykowanym zwyczajem, wynikającym z funkcjonującego w tamtej epoce wojskowego systemu chorągwianego, zastąpił on wcześniej używany przez siebie  rodowy herb rycerski „Kur” – herbem „Szreniawa” Jana Kmity z Wiśnicza – starosty ruskiego – (służył bowiem pod jego dowództwem i należał do jego drużyny). Wywodził się on z mazowieckiego  rodu Kurów – osiadłego w Małopolsce od czasów najazdu Konrada mazowieckiego na województwo krakowskie. W roku 1399 Klemens Kurowski przenosi swoją główną siedzibę do Kurowa w powiecie puławskim, która to miejscowość należała do rodziny z nadania króla Władysława Łokietka, a dla którego to miasta – jego syn Piotr Kurowski – starosta lubelski uzyskuje od króla Władysława III (6 stycznia 1442) zamianę lokacji z prawa polskiego na prawo magdeburskie. Miastu temu zostaje nadany jako herb miejski dawny herb rycerski tego rodu Kur Biały. Mając na uwadze prężny rozwój nowej siedziby rodu, kupuje Klemens w 1399 roku od Jana z Bejsc zamek w nieodległej od Kurowa Bochotnicy, oraz wieś przyległą do Kurowa, która od imienia nowego nabywcy uzyskuje nazwę Klementowice. Cały ten majątek pod koniec XV wieku przeszedł po wygaśnięciu męskich potomków rodu Szreniawitów-Kurowskich, drogą spadku w ręce wnuczki Klemensa – Anny Zbąskiej herbu Nałęcz.
Najstarszy dokument sygnowany przez Klemensa Kurowskiego pieczęcią z herbem Szreniawa, pochodzi z 
1396 roku i był sporządzony w pierwszym roku sprawowania urzędu - kasztelańskiego na Żarnowie. Klemens Kurowski był dwukrotnie żonaty. Jego pierwsza żona Dorota, pozostawiła po sobie syna Mikołaja i Jana, z drugą zaś Katarzyną, miał Piotra, Annę i Elżbietę.
Do znacznych godności politycznych, doszli dwaj synowie Klemensa:
- Piotr Kurowski z Kurowa i Szreniawy, starosty lubelskiego, kasztelan sądecki i lubelski.
- Mikołaj Kurowski – arcybiskup gnieźnieński, protonotariusz dworu królewskiego, kanclerz koronny